# Corredor de la muerte

La cantidad absoluta de personas condenadas a muerte, en 2024, por estado de EE. UU.

La cantidad relativa de personas condenadas a muerte, por cada 100.000 habitantes, en 2024, por estado de EE. UU.

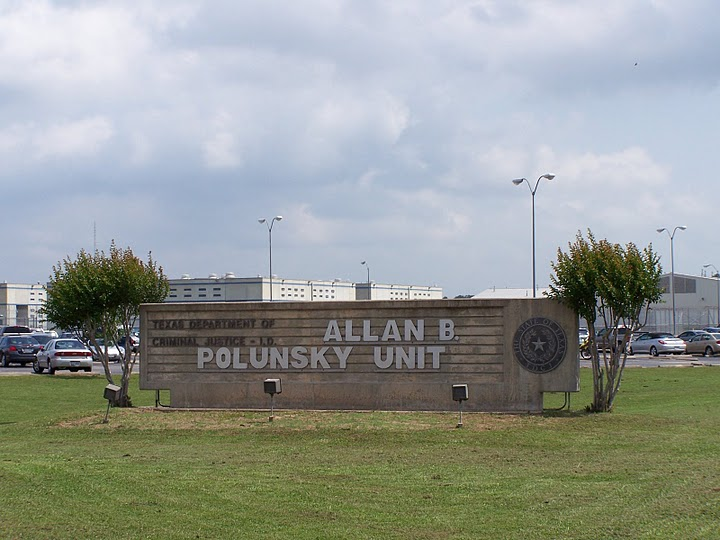
La Unidad Allan B. Polunsky tiene el corredor de la muerte para hombres de Texas, Estados Unidos

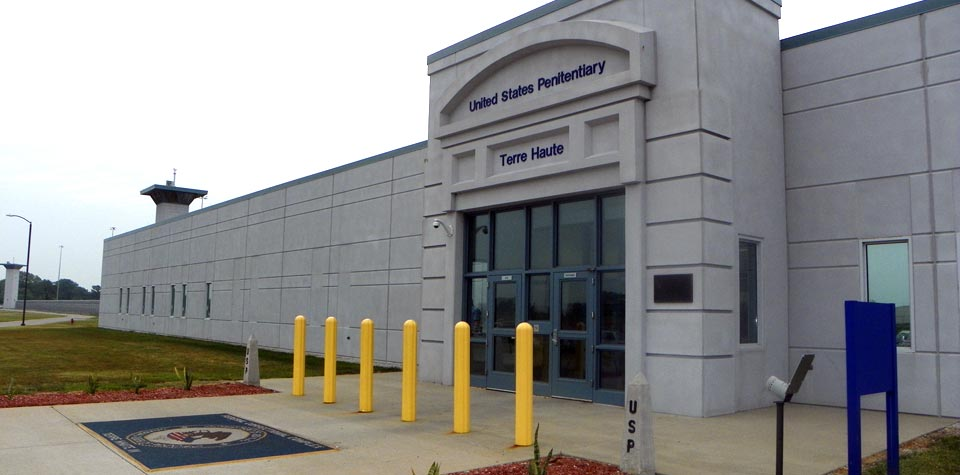
La USP Terre Haute, ubicada en Terre Haute (Indiana) tiene el corredor de la muerte para hombres del gobierno federal de los Estados Unidos

Corredor de la muerte es el nombre que se le da al conjunto de celdas de los condenados a muerte; a menudo es una sección de una prisión, donde se encuentran las celdas de los individuos que esperan la ejecución. El vocablo se usa además para designar al tiempo de espera de la ejecución ("estar en el corredor de la muerte"), aun en lugares donde no hay una sección separada o instalaciones especiales para las ejecuciones.
Luego de que un individuo sea encontrado culpable de un crimen y sentenciado a muerte, permanecerá en el corredor de la muerte mientras continúa cualquier procedimiento de apelación, y luego el tiempo necesario para la ejecución. Debido a lo complejos, costosos y extensos que son los procedimientos de apelación que deben realizarse antes de la ejecución, en algunas jurisdicciones los presos pueden pasar años en el corredor de la muerte. Por ejemplo, en los Estados Unidos, casi una cuarta parte de muertes en el corredor de la muerte en los Estados Unidos son en realidad debido a causas naturales. Normalmente, los prisioneros del corredor de la muerte suelen tener limitadas sus comunicaciones. Sin embargo, desde 2000 la puesta en funcionamiento de la red social Write a Prisoner posibilitó que casi 300 reos con condenas a penas capitales  pudieran establecer contacto con el exterior. Algunos gobiernos estatales como los de Montana y Florida, sin embargo, implementaron restricciones para impedir el uso de esta comunidad virtual.
Los opositores a la pena de muerte denuncian que el aislamiento y la incertidumbre del prisionero sobre su destino constituyen una forma de crueldad y que, especialmente, el largo período en el corredor de la muerte lleva a los presidiarios a terminar mentalmente enfermos si ya no lo están. Esto es conocido como el fenómeno del corredor de la muerte.
En Gran Bretaña, a los convictos se les daba una apelación de su sentencia; si esa apelación descubría que involucraba un punto importante de ley era llevada a la Cámara de los Lores y se le conmutaba la pena por prisión perpetua.
En algunos países del Caribe que autorizan las ejecuciones el Judicial Committee of the Privy Council es la última corte de apelaciones. Esto ha sostenido apelaciones por presos que pasaron varios años con sentencia de muerte, estableciendo que ese tribunal no desea ver el fenómeno del corredor de la muerte emerger en países bajo su jurisdicción. Haití continuó [cita requerida]el convencional 'indultado si no ejecutado dentro de los 90 días del proceso' adoptado por Gran Bretaña antes de su abolición (Haití más tarde abolió la pena de muerte en 1987).